# Frøbjerg Festspil
Frøbjerg Festspil er et egnsteater bestående af frivillige skuespillere, der blev startet i 1984 af en gruppe mennesker, der gerne ville genoptage traditionen med et friluftsteater på Frøbjerg Bavnehøj.
Den første forestilling løb af stablen to år efter med deltagelse af 150 frivillige skuespillere, hvor de spillede "Røverne fra Vissenbjerg". Instruktøren var Erik Bent Svendlund.
Hvor 5.000 mennesker valgt at se den første forestilling, er der nu ca. 25.000 mennesker, der ser forestillingen hver sommer. Om vinteren fortsætter man med børneteater, kor og kabaret. 